# Кудимага
Кудимага (на арабски: ولاية كيدي ماغة; правопис по американската система BGN: Guidimaka) е една от областите на Мавритания. Разположена е в южната част на страната и граничи със Сенегал и Мали. Площта на Кудимага е 10 300 км², а населението, според изчисления от юли 2019 г., 308 500 души. Главен град на областта е Сей Валад Али Баби. Област Кудимага е разделена на 2 департамента.